# LET FREEDOM RING
『LET FREEDOM RING』（レット・フリーダム・リング）は、日本の歌手・尾崎裕哉の1枚目のミニ・アルバムであり、初めてのフィジカル作品。2017年3月22日にTOY'S FACTORYより発売。

## 概要
タイトルは、リスペクトするマーティン・ルーサー・キング牧師の「解放」をテーマとしたスピーチへのオマージュ。
サウンド・プロデュースに蔦谷好位置、ワード・プロデュースにいしわたり淳治という、トップ・プロデューサー2人をキャスティング。
デジタルシングルとしてリリースしたデビュー曲『始まりの街』を、蔦谷好位置がリアレンジしたものを収録。
Amazon限定特典CDには、27 (starRo Remix)(作詞/作曲 HIROYA OZAKI )を収録。[第59回グラミー賞]の『最優秀リミックス・レコーディング部門』で、日本人史上初のノミネーターとなった、LAを拠点に活躍する日本人プロデューサー / トラックメイカー、starRoによるExclusive Remix。

## 収録曲
[DISK 1]
1. サムデイ・スマイル 
作詞/作曲 HIROYA OZAKI・いしわたり淳治・SALU、編曲/蔦谷好位置
2. 27
作詞/作曲 HIROYA OZAKI・蔦谷好位置、編曲/蔦谷好位置
3. 始まりの街-Soul Feeling Mix
作詞/作曲 HIROYA OZAKI・蔦谷好位置、編曲/蔦谷好位置
4. Stay by my Side
作詞 HIROYA OZAKI・いしわたり淳治、作曲/HIROYA OZAKI・蔦谷好位置、編曲/蔦谷好位置

[DISK2]Amazon限定特典CD
1. 27 starRo Remix
作詞/作曲 HIROYA OZAKI